# Botanisk land
Det botaniske land er ofte sammenfaldende med det område, som svarer til et politisk land. Det botaniske land "Tyskland" svarer f.eks. helt til staten Tyskland. Af og til kan det botaniske land dog godt omfatte mere end ét, nationalt område. Det gælder f.eks. det botaniske land "Nordeuropa", der omfatter staterne Irland, Storbritannien, Norge, Sverige, Finland og Danmark.